# Generació del 25

Rincón de Goya, edifici museu homenatge a Goya construït entre 1927-1928, de Fernando García Mercadal

Generació del 25 és una expressió, utilitzada per primer cop per l'arquitecte Carlos Flores López el 1961, que designa els joves arquitectes avantguardistes titulats a l'Escola d'Arquitectura de Madrid entre 1918 i 1925.

## Composició
Es referia al grup format per Rafael Bergamín (1891), Fernando García Mercadal (1896), Casto Fernández Shaw (1896), Luis Blanco Soler (1894), Teodoro de Anasagasti (1880), Miguel de los Santos (1896), Agustín Aguirre (1896), Manuel Sánchez Arcas (1895), Luis Lacasa Navarro (1896), Carlos Arniches Moltó (1897), Martín Domínguez Esteban (1897), Luis Gutiérrez Soto (1900), Regino Borobio Ojeda (1895), José Aspiroz (1895), Manuel Muñoz Casayús i Raimon Duran i Reynals (1895), que –deia Carlos Flores en el seu article– per si sols evoquen el clima de rebel·lia que s'inicia en la nostra arquitectura cap a 1925. També se'n pot considerar membre Secundino Zuazo (1887), que encara que una mica més gran que ells, treballà amb les mateixes idees.

## Obres
Encara que les obres clau d'aquesta generació havien començat a aparèixer a Madrid el 1927, la qual cosa hauria justificat que se l'anomenés generació del 27, com demanava Oriol Bohigas, per relacionar-la amb la literària, la raó del canvi de data va ser l'Exposició Internacional d'Arts Decoratives i Industrials de París, de 1925, que va causar un gran impacte en els joves arquitectes madrilenys.
Com a conseqüència d'aquella impressió, van sorgir tres obres essencials entre 1927 i 1928, que van marcar aquell període i van definir a aquesta generació:
- El Rincón de Goya (1927-1928), a Saragossa, de Fernando García Mercadal, que és considerada la primera gran obra del racionalisme arquitectònic espanyol.
- La gasolinera de Petrolis Porto Pi (1927), al carrer d'Alberto Aguilera, 18, de Madrid, de Casto Fernández Shaw.
- La casa del Marquès de Villora (1928-1929), al carrer de Serrano, 130 de Madrid, de Rafael Bergamín.

Són el que Flores va denominar "primeres obres afins al moviment centreeuropeu renovador de l'arquitectura, això és, vinculades al que ha estat anomenat posteriorment moviment modern", i Valeriano Bozal els enllaça amb l'arquitectura europea contemporània, amb "rebuig de la tradició clàssica i regionalista, renovació formal mitjançant un incipient racionalisme i treball en equip".
Endemés, cal no oblidar que els albergues de carretera (després convertits en paradors) de Carlos Arniches Moltó i Martín Domínguez, una altra gran obra del moment, començaren a construir-se també el 1928.